# Зурайиды
Зурайиды (араб. بنو زريع Banū Zuraiʿ‎) — династия, представители которой правили в южном Йемене с центром в Адене в 1083—1174 годах.

## Происхождение династии
Династия происходит из Бану Ям, подразделения племени Бану Хамдан кахтанитской группы арабских племён. Название династии (первоначально её называли Бану’ль-Карам) происходит от имени Зурая ибн Аббаса, второго правителя из аббасовской линии династии, внука Карама аль-Ями — основателя династии. Они были приверженцами хафизитской ветви шиитов-исмаилитов, в противовес таййибитской ветви, также имевшей большое число сторонников в Йемене.

## Приход к власти
В 1062 году Абу Камиль Али ибн Мухаммед из династии Сулайхидов подчинил себе важный порт Аден, управлявшийся кланом Бану Маан, которые после этого стали его вассалами. Но после смерти они перестали платить дань. Однако вскоре аль-Мукаррам Ахмед, сын Али, захватил Аден, отстранив Бану Маан от власти. Новыми правителями в 1083 году были назначены братья Аббас и Масуд, сыновья Карама аль-Ями.

## Разделение династии
Братья правили, разделив между собой владения и государственные дела: Аббас жил в Такаре и заведовал торговлей с внутренними областями, а Масуд проживал в прибрежном замке Хадра и контролировал судоходство. Оба они выплачивали 100 тысяч динаров дани Сайиде Хурре бинт Ахмад, жене аль-Мукаррама, которая была номинальной правительницей Адена.
Умершего в 1087 году Аббаса сменил его сын Зурай, который впоследствии дал новое имя династии. Вместе со своим дядей Масудом он в 1110 году участвовал в походе сулайхидского эмира аль-Муфаззаля ибн Аби’ль-Бараката на Забид, столицу Наджахидов, но во время осады города они оба погибли. Их сыновья, Абу-Сууд ибн Зурай и Абу’ль-Гарат ибн Масуд, добились от сулайхидской наследницы Арвы бинт Ахмад аль-Кубры (Старшей) уменьшения размера дани в 2 раза, до 50 тысяч динаров, а в 1125 году они полностью избавились от вассальной зависимости, перестав выплачивать дань.
Около 1131 года Саба ибн Абу-Сууд из аббасовской линии принял шиитский титул да’и (миссионер), который до этого носили правители из династии Сулайхидов. Две вети династии постоянно соперничали между собой, что в конце концов привело к открытой войне между ними. В 1137 году после двух лет военных столкновений Али ибн Аби’ль-Гарат из масудовской линии был изгнан Сабой из Адена. Позднее Али смог закрепиться в двух крепостях — Мунифе и Джабале; он был убит в 1150 году в битве при Зазе у Лахиджа, который он пытался занять.

## Объединённое государство

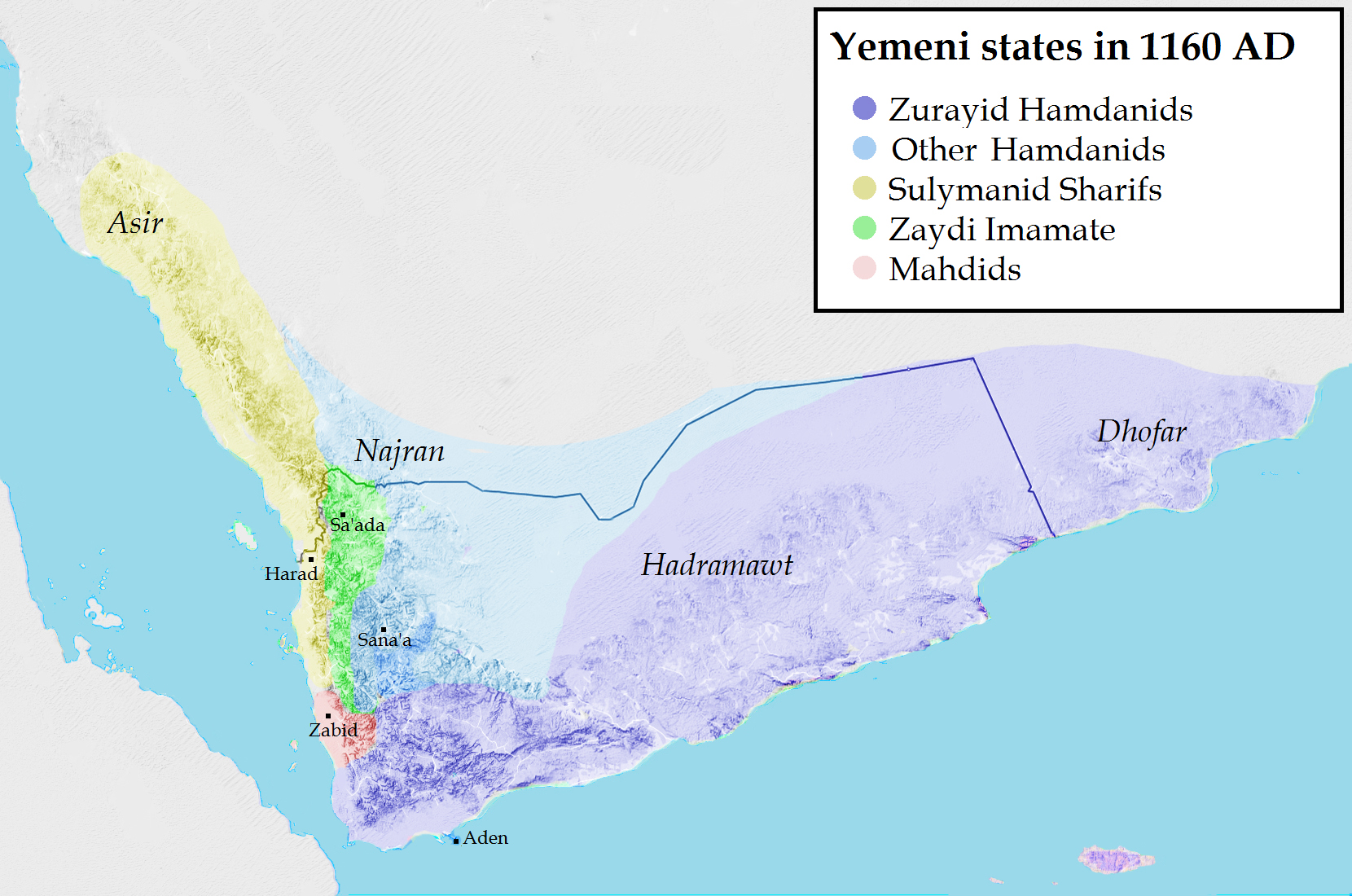
Государства Йемена около 1160 года (владения Зурайидов обозначены синим цветом).

Владения Сабы ибн Аби-Сууда кроме Адена включали крепости Думлува, Рама, Сами, Масран и Зубхан, а также части территорий Маафира и Джанада. Он умер в следующем 1138 году, семь месяцев спустя.
После смерти Сабы началась борьба за власть между его сыновьями. Мухаммед восстал против своего брата Али и бежал в Таиз и Сабир к местному эмиру Мансуру ибн Муфаззалю ибн Аби’ль-Баракату. В следующем 1139 году Али ибн Саба умер. Он назначил наследниками своих малолетних сыновей — Хатима, Джабера, Мансура и Аббаса, от имени которых визирю Яхье ибн Али удалось на короткое время закрепиться в крепости Думлува. Но в Адене власть перешла к его брату Мухаммеду ибн Сабе.
В 1152 году Мухаммед купил за 100 тысяч динаров у эмира Мансура ибн Муфаззаля бывшие земли Сулайхидов — 28 городов и крепостей, в числе которых были Джибла, Ашрак, Такар, Ибб и Хабб. Также он женился на жене Мансура — сулайхидской наследнице Арве бинт Али ибн Абдаллах ас-Сугре (Младшей), с которой тот развёлся.
При Мухаммеде и его сыне Имране государство достигло своего наивысшего могущества. В сфере их влияния находилась значительная часть побережья — от Таиза до Дофара. Арабский историк Умара ибн Аби-ль’Хасан аль-Ямани, их современник, восхвалял обоих как способных и дружелюбных правителей.
В 1163 году войско Махдидов из Забида осадило Аден, но было отбито. Два года спустя умер эмир Имран, оставив троих малолетних сыновей — Мухаммеда, Абу-Сууда и Мансура. От их имени государством стал править визирь Абу’ль-Фарадж Ясир ибн Билаль. В 1172 году в союзе с хамданидским султаном Али аль-Валидом ибн Хатимом из Саны удалось разбить махдидского эмира Абд-ан-Наби ибн Али.

## Падение династии
Победа над Махдидами стала последним эпизодом могущества Зурайидов. Уже в следующем 1173 году айюбидский принц аль-Муаззам Шамс-ад-Даула Туран-шах ибн Айюб, брат султана Саладина, осадил и взял Аден. Визирь Ясир ибн Билаль бежал из города, но спустя год он был предан соратниками и выдан Туран-шаху, который казнил его.
Под властью Зурайидов осталось несколько горных крепостей, но их власть окончательно пала в 1193 году со сдачей замка Думлува в Худжарии.

## Список правителей
Бану Аббас (старшая ветвь Бану’ль-Карам; правили во внутренних районах):
| Годы правления | Годы правления | Имя                  | Примечание         |
| начало         | конец          | Имя                  | Примечание         |
| -------------- | -------------- | -------------------- | ------------------ |
| 1083           | до 1087        | Аббас I ибн Карам    | сын Карама аль-Ями |
| до 1087        | 1110           | Зурай I ибн Аббас    | сын Аббаса I       |
| 1110           | после 1125     | Абу-Сууд I ибн Зурай | сын Зурая I        |
| после 1125     | 1137           | Саба I ибн Аби-Сууд  | сын Абу-Сууда I    |

Бану Масуд (младшая ветвь Бану’ль-Карам; правили в прибрежных районах):
| Годы правления | Годы правления | Имя                         | Примечание                                      |
| начало         | конец          | Имя                         | Примечание                                      |
| -------------- | -------------- | --------------------------- | ----------------------------------------------- |
| 1083           | 1110           | Масуд I ибн Карам           | сын Карама аль-Ями                              |
| 1110           | после 1125     | Абу’ль-Гарат I ибн Масуд    | сын Масуда I                                    |
| после 1125     |                | Мухаммед I ибн Аби’ль-Гарат | сын Абу’ль-Гарата I                             |
|                | 1137           | Али I ибн Аби’ль-Гарат      | сын Абу’ль-Гарата I; в Мунифе и Джабале до 1150 |

Бану Зурай (продолжение ветви Бану Аббас; правили объединённым государством):
| Годы правления | Годы правления | Имя                                   | Примечание                                 |
| начало         | конец          | Имя                                   | Примечание                                 |
| -------------- | -------------- | ------------------------------------- | ------------------------------------------ |
| 1137           | 1138           | Саба I ибн Аби-Сууд                   | сын Абу-Сууда I                            |
| 1138           | 1139           | аль-А’азз Али II аль-Муртада ибн Саба | сын Сабы I                                 |
| 1139           | 1153           | Мухаммед II аль-Муаззам ибн Саба      | сын Сабы I                                 |
| 1153           | 1165           | Имран I аль-Мукаррим ибн Мухаммед     | сын Мухаммеда II                           |
| 1165           | 1174           | Мухаммед III ибн Имран                | сын Имрана I, соправитель. в Адене до 1173 |
| 1165           | 1174           | Абу-Сууд II ибн Имран                 | сын Имрана I, соправитель, в Адене до 1173 |

Визири:
| Годы правления | Годы правления | Имя                                                             | Примечание             |
| начало         | конец          | Имя                                                             | Примечание             |
| -------------- | -------------- | --------------------------------------------------------------- | ---------------------- |
| 1138           | 1139           | Яхья ибн Али                                                    |                        |
| 1139           | 1151           | ас-Саид Абу’н-Нади Билаль аль-Муваффак ибн Джарир аль-Мухаммади | вольноотпущенник       |
| 1151           | до 1165        | Мудафи ибн Билаль аль-Мухаммади                                 | сын Билаля ибн Джарира |
| до 1165        | 1174           | Абу’ль-Фарадж Ясир ибн Билаль аль-Мухаммади                     | сын Билаля ибн Джарира |

## Генеалогия
Карам (аль-Мукаррам) ибн аз-Зим аль-Ями.
- Аббас I († 1087); эмир в 1083—до 1087.
  - Зурай I († 1110); эмир до 1087—1110.
    - Абу-Сууд I; эмир в 1110—после 1125.
      - Саба I († 1138); эмир после 1125—1138.
        - Али II аль-Аазз аль Муртада († 1139); эмир в 1138—1139.
          - Хатим († после 1139); претендент в 1139 в Думлуве.
          - Джабер († после 1139); претендент в 1139 в Думлуве.
          - Мансур († после 1139); претендент в 1139 в Думлуве.
          - Аббас аль-Муфаззаль († после 1139); претендент в 1139 в Думлуве.

        - Мухаммед II аль-Муаззам († 1153); эмир в 1139—1153.
          - Имран I аль-Мукаррим († 1165); эмир в 1153—1165.
            - Мухаммед III († после 1173); эмир в 1165—1173 (соправитель).
            - Абу-Сууд II († после 1173); эмир в 1165—1173 (соправитель).
            - Мансур († после 1173).

        - аль-Муфаззаль.
        - Зияд.
        - Раух.
- Масуд I († 1110); эмир в 1083—1110.
  - Абу’ль-Гарат I († после 1125); эмир в 1110—после 1125; жена: Бахджа.
    - Мухаммед I († до 1137); эмир после 1125.
    - Али I († 1150); эмир до 1137.
    - Рияд († 1150).

  - Мани († 1137).
    - Мухаммед († 1150).